# Euproctis flavipunctata
Euproctis flavipunctata is een donsvlinder uit de familie van de spinneruilen (Erebidae). De wetenschappelijke naam van de soort is voor het eerst geldig gepubliceerd in 1916 door Bethune-Baker.